# イノブタ
イノブタ（英: boar–pig hybrid）は、イノシシ（学名：Sus scrofa）とブタ（学名：Sus scrofa domestica）の雑種である。

## 概要

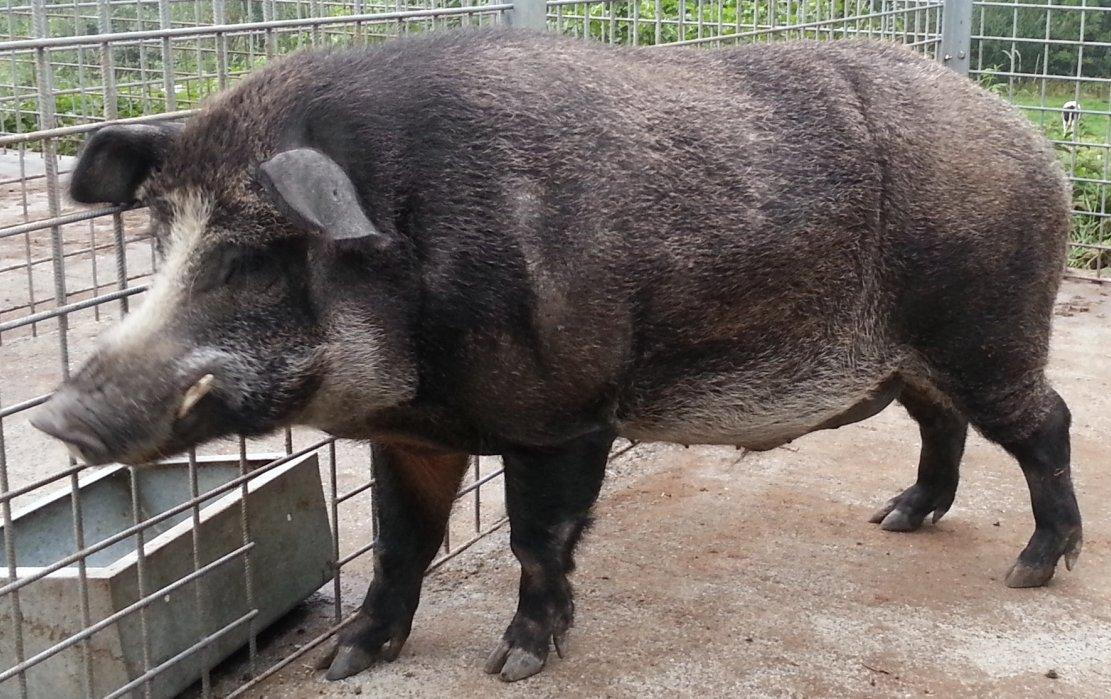
イノブタ

イノブタはウシ目イノシシ科イノシシ属に属する。体毛は褐色の剛毛で、オスは牙を持っている。見た目はブタよりもイノシシに近い。
イノブタにも生殖能力があり、イノブタ同士、イノシシ、ブタとも交雑可能で、それぞれが生殖能力を有する。国や地域に関係なく家畜ブタの脱走が頻発し、野生化したブタが野生のイノシシと交配することで、様々な混交割合のイノブタが生じる。再現育種#ブタも参照。
漢字表記では猪豚。交雑・混合を意味する「ハイブリッド」の語源にもなった（後述）。

## 野生化個体
野生化（英語版）して外来種となったイノブタは、ユーラシア、南北アメリカ、オーストラリア、ヨーロッパなどに分布する。家畜の豚が脱走して野生化し、イノシシと交配することで発生する。交配率は様々で、よりイノシシ寄りのイノブタ、より豚寄りのイノブタまで様々である。
オーストラリアや北米では、スポーツ狩猟のために野生のイノシシやイノブタが輸入されたことに伴い、数多の野生イノブタが繁殖することになった。オーストラリア、米国の一部地域、ブラジルの一部地域などでは、野生のイノブタが増えすぎて害獣と見なされるレベルにまで達しており、個体数を減らす目的の狩猟が行われている。
対照的に、（アイアンエイジピッグも含めた）イノブタやブタもイノシシと同様に生態系エンジニアとしての可能性を秘めていると見なされる場合があるため、イノシシの生態系上のニッチを埋める代用として再野生化させる試みもいくつか存在している。

## アイアン・エイジ・ピッグ・プロジェクト

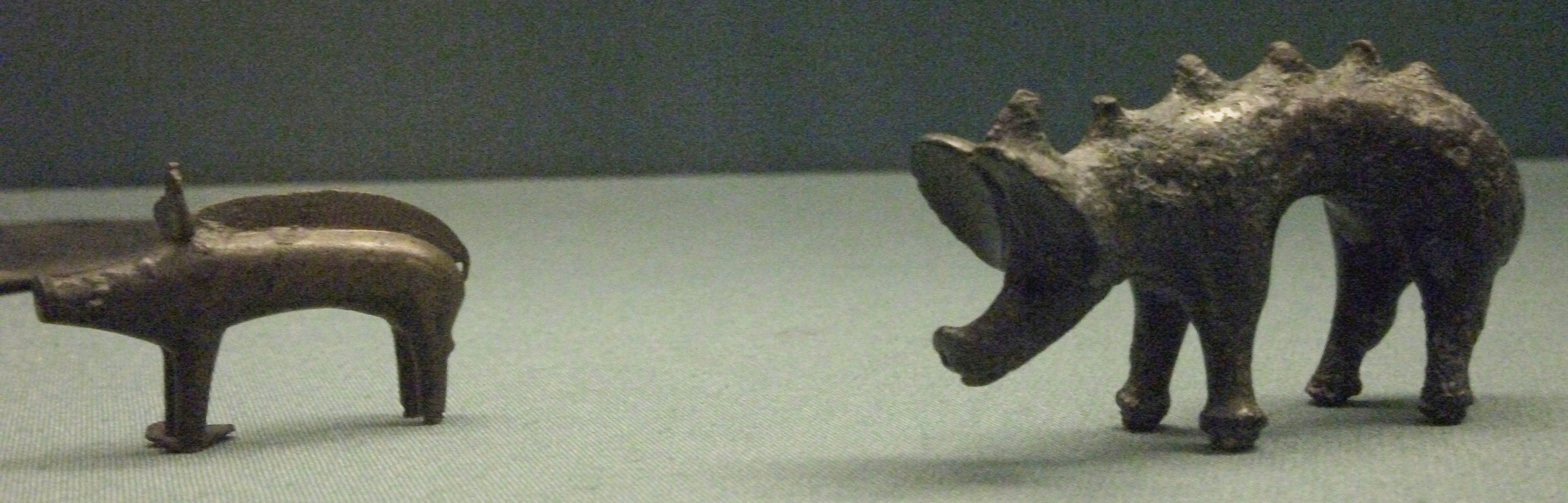
鉄器時代に彫刻で表現された豚の先祖

鉄器時代やヨーロッパの先史時代の芸術作品に表されていたブタの外観を視覚的に再現することを目的として、意図的に形態上の類似性を持つイノブタを生み出すプロジェクトが1980年代から行われた。このプロジェクトは、鉄器時代の彫刻で表現された豚を「鉄器時代のブタ」を意味する「アイアン・エイジ・ピッグ（Iron-Age Pig）」という名で呼び、雄のイノシシとタムワース種の雌豚を交配して、似た外観の動物を作り出すことから始まった。アイアンエイジ・ピッグは、ヨーロッパでは特別食肉市場向け専用に飼育されており、純血種の家畜豚よりも攻撃的で扱いにくい傾向がある。
また、上記の通りこの品種もイノシシの代用として利用する再野生化プロジェクトも存在する。

## オーストラリア
オーストラリアでは、農業に深刻な害をもたらす害獣として警戒されている。過去、家畜のブタが囲いから脱走して野生化したり、入植者達が狩猟のためイノシシをヨーロッパから持ち込んだ結果、野性のイノブタが繁殖してきた歴史をもつ。ハンターはそれらを狩猟し、その一部を食用として輸出していた。

## 北米
米国やカナダでは、既に人の手を離れた野生のイノブタが広域に生息している。
北米でのイノブタの混交の割合、遺伝的な割合は、地域ごとに大きく異なっており、長期間野生で生きている間に野生的な性質が強まった豚と純粋な家畜豚が混交したものから、輸入されたイノシシと家畜豚が混交したものまで、さまざまな混交割合のものがいる。おまけにアメリカ南部では、1990年代にスポーツ狩猟の用途でロシアからの輸入も行われた。
北米ではイノブタは「razorback　レイザーバック」と呼ばれ、過去何世紀にもわたってスポーツ狩猟で狩られてきた。その数は増加してきており、2014年時点で「少なくとも600万頭いる」と推算される状態にまで到達（1990年と比較して約3倍に増加）、ここ数十年で害獣と見なされるようになり、計画的な狩猟が行われるようになっている。
特にテキサスからフロリダあたりまでの一帯（つまり米国で「Deep South」と呼ばれる地帯）では、農業や人々の財産に損害を与え環境にもよくない動物だ、と認識されるようになってきている。The Southwestern Naturalist（誌）は2013年、テキサスでおよそ260万匹のイノブタが自由に闊歩していると推算した。Outdoor Alabama誌は2014年に、イノブタを「米国における敵性の野生動物の筆頭」とする記事を掲載した 。
イノブタはこうした南部だけでなく、もっと北の寒い地域、北米の北部でも問題を引き起こしており、北米にもともと生息しているアメリカグマが生きるために必要な栄養源となっている果実類など奪っている 。
これほどまでに大繁殖した理由は、イノブタや野生ブタを狩ることができるほど体格が大きな肉食動物がほんの数種類しかおらず、個体数を減らすほどはいないからである。いくつもの州で個体数削減のための努力が行われるようになっており、たとえばウイスコンシン州では、イノブタや野生ブタの削減を促進するために、2015年以降、イノブタや野生ブタの狩猟に関する規制をすべて廃止し、完全に自由に狩って良い、としている。
en:Feral pig（野生ブタ）の記事も参照のこと。

## 食肉用
交配に使うブタをデュロック種にするとサシが入った霜降り肉になりやすく、バークシャー種だと肉質がきめ細かくなる。

## 日本

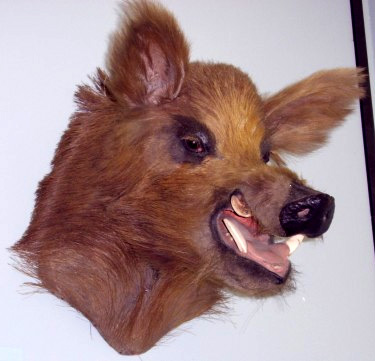
イギリスハートフォードシャーの
博物館に展示されているイノブタの頭部のはく製

和歌山県畜産試験場は安定生産のため、雄イノブタと雌ブタとのかけ合わせも行っている。
日本ではブタにイノシシを交配して作出し、食肉用の家畜としてイノブタを飼育することが多い。肉は脂肪分が少なく、味はあっさりしているがコクがある。イノシシ肉の代用として供されることもある。1970年、和歌山県畜産試験場のイノブタは、イノシシを父に、ブタを母にして初めて誕生している。同試験場があるすさみ町はパロディ国家「イノブータン王国」建国を宣言し、イノブタ肉料理を観光客誘致に生かしている。
東北地方太平洋沖地震（東日本大震災）後、福島第一原子力発電所事故の影響による避難区域では、家畜となっていたブタと野生や家畜だったイノシシとが交配して生まれたイノブタが急増しており、農地や家屋を荒廃させる恐れが心配されている。2014年1月には、福島第一原発周辺でイノブタの繁殖がさらに進んでおり、将来の帰宅の障害にもなっているという。イノシシの持つ旺盛な食欲とブタの持つ人を恐れない性格、そして旺盛な繁殖力で、被害の大きい富岡町でも数百頭のイノブタが生息していると言われ、正確な頭数は行政も把握しきれていないという。

## 「ハイブリッド」の語源
イノブタを意味するラテン語の「ヒュブリダ」は「hybrid ハイブリッド」の語源であり、ハイブリッドは狭義のイノブタから転じて広義の交雑種（Hybrid）または雑種を指し、生物学、生理学的な種内雑種から種間雑種まで広い範囲が含まれるようになった。
Oxford Dictionariesによると、17世紀初頭から英語のhybridが使われるようになり、例えば「自由人と奴隷の間に生まれた子」を呼ぶような場合に使われはじめた。
「hybrid」という言葉、概念は、もともとは生命のあるものに関する言葉、概念であったのだが、それが（比喩的に）人工の製作物等にも転用されるようになった。